# Meg Ryanová
Meg Ryanová, nepřechýleně Ryan, rodným jménem Mary Margaret Emily Anne Hyra, (* 19. listopadu 1961, Fairfield, Connecticut, USA) je americká herečka a producentka.
Je nejmladší ze čtyř dětí. Rodiče, Susan Jordan a Harry Hyra, měli ještě dvě dcery, Danu a Annie, a syna Andrewa. Meg navštěvovala Bethelskou střední školu a pak žurnalistiku, nejprve na Connecticutské univerzitě a poté na Newyorské univerzitě, ale studia nedokončila.
Divadlu se věnovala už na střední škole a ani při studiu žurnalistiky toho nenechala. Zkoušela se uplatnit v různých reklamách nebo jako modelka. Do světa filmu ji však uvedla až její matka, která jí díky svým kontaktům zprostředkovala roli Debby Blakeové v dramatu Bohaté a slavné z roku 1981. Uplatnila se v seriálu One of the Boys (1982), westernovém seriálu Wildside, ale do diváckého povědomí se dostala až rolí v hitu Top Gun (1986), kde si zahrála po boku Toma Cruise. Zde si jí všiml světoznámý režisér Steven Spielberg a obsadil ji do svého filmu Vnitřní vesmír. Při natáčení se seznámila se svým budoucím manželem Dennisem Quaidem, se kterým byla do roku 2000 a s nímž má syna Jacka Quaida. Přelomová však byla role Sally Albrightové ve filmu Když Harry potkal Sally (1989) a následoval úspěšný snímek Samotář v Seattlu (1993).
Meg natočila i několik dramat, které ale příliš velký úspěch nepřinesly. Mezi snímky, které ji zvýraznily lze počítat Když muž miluje ženu (1994), Francouzský polibek (1995), Propadlí lásce (1997) a pak romantická komedie s Tomem Hanksem Láska přes internet (1998). Úspěšný byl také film Město andělů (1998), ve kterém si zahrála po boku Nicolase Cage.
Jako svůj režijní debut natočila v roce 2015 drama Dopisy z války.

## Filmografie

### Film
| Rok  | Název                   | Role                                            | Poznámky |
| ---- | ----------------------- | ----------------------------------------------- | --- |
| 1981 | Bohaté a slavné         | Debby Blake                                     | |
| 1983 | Amityville – Dům hrůzy  | Lisa                                            | |
| 1986 | Top Gun                 | Carole Bradshaw                                 | |
| 1986 | Ozbrojení a nebezpeční  | Maggie Cavanaugh                                | |
| 1987 | Zaslíbená země          | Beverly „Bev“ Sykes                             | nominace – Film Independent Spirit Awards v kategorii nejlepší ženský herecký výkon v hlavní roli |
| 1987 | Vnitřní vesmír          | Lydia Maxwell                                   | |
| 1988 | Hlásím svoji smrt       | Sydney Fuller                                   | |
| 1988 | Pevnost                 | Donna Caldwell                                  | |
| 1989 | Když Harry potkal Sally | Sally Albright                                  | American Comedy Awards v kategorii nejvtipnější herečka ve filmu v hlavní roli nominace – Chicago Film Critics Association Awards v kategorii nejlepší ženský herecký výkon v hlavní roli nominace – Donatellův David v kategorii nejlepší herečka nominace – Zlatý glóbus v kategorii nejlepší ženský herecký výkon v hlavní roli (komedie/muzikál) |
| 1990 | Joe kontrola sopka      | DeDe / Angelica Graynamore/ Patricia Graynamore | |
| 1991 | The Doors               | Pamela Courson                                  | |
| 1992 | Předehra k polibku      | Rita Boyle                                      | |
| 1993 | Samotář v Seattlu       | Annie Reed                                      | American Comedy Awards v kategorii nejvtipnější herečka ve filmu v hlavní roli nominace – Awards Circuit Community Awards v kategorii nejlepší ženský herecký výkon v hlavní roli nominace – MTV Movie Awards v kategorii nejlepší herečka a nejlepší duo (sdíleno s Tomem Hanksem) nominace – Zlatý glóbus v kategorii nejlepší ženský herecký výkon v hlavní roli (komedie/muzikál)                                                                                           |
| 1993 | Kost a kůže             | Kay Davies                                      | |
| 1994 | Když muž miluje ženu    | Alice Green                                     | nominace – MTV Movie Awards v kategorii nejlepší herečka nominace – Cena Sdružení filmových a televizních herců v kategorii nejlepší ženský herecký výkon v hlavní roli |
| 1994 | I.Q.                    | Catherine Boyd                                  | |
| 1995 | Francouzský polibek     | Kate                                            | také producentka nominace – American Comedy Awards v kategorii nejvtipnější herečka ve filmu v hlavní roli |
| 1995 | Čas smyslnosti          | Katharine                                       | |
| 1996 | Odvaha pod palbou       | CPT Karen Emma Walden                           | |
| 1997 | Propadlí lásce          | Maggie                                          | |
| 1997 | Anastázie               | Anastasia Romanov (hlas)                        | nominace – Annie Awards v kategorii individuální ocenění za dabing (žena) – animovaná produkce nominace – Online Film & Television Association Awards v kategorii nejlepší dabing |
| 1998 | Město andělů            | Dr. Maggie Rice                                 | nominace – Blockbuster Entertainment Awards v kategorii nejoblíbenější herečka (drama/romantický) nominace – MTV Movie Awards v kategorii nejlepší duo (sdíleno s Nicolasem Cagem) nominace – Cena Saturn v kategorii nejlepší ženský herecký výkon v hlavní roli |
| 1998 | Zbytečnosti             | Bonnie                                          | |
| 1998 | Láska přes internet     | Kathleen Kelly                                  | |
| 2000 | Zavěste, prosím         | Eve Mozell Marks                                | nominace – American Comedy Awards v kategorii nejvtipnější herečka ve filmu v hlavní roli nominace – Blockbuster Entertainment Awards v kategorii nejoblíbenější herečka (komedie/romantický) nominace – Kids' Choice Awards v kategorii nejoblíbenější filmová herečka nominace – Satellite Awards v kategorii nejlepší ženský herecký výkon v hlavní roli (komedie/muzikál) nominace – Zlatý glóbus v kategorii nejlepší ženský herecký výkon v hlavní roli (komedie/muzikál) |
| 2000 | Životní zkouška         | Alice Bowman                                    | nominace – Blockbuster Entertainment Award v kategorii nejoblíbenější herečka |
| 2001 | Kate a Leopold          | Kate McKay                                      | |
| 2003 | Piková trojka           | Frannie Avery                                   | |
| 2004 | Ring volný              | Jackie Kallen                                   | |
| 2007 | Na území žen            | Sarah Hardwicke                                 | |
| 2008 | Kšeft                   | Deidre Heam                                     | |
| 2008 | Milenec je zločinec     | Martha Durand                                   | |
| 2008 | Ženy                    | Mary Haines                                     | nominace – Bambi Awards v kategorii nejlepší ženský herecký výkon v hlavní roli – mezinárodní nominace – Zlatá malina v kategorii nejhorší herečka |
| 2009 | Past na lásku           | Louise „Lou“                                    | |
| 2015 | Fan Girl                | Mary Farrow                                     | |
| 2016 | Ithaca                  | Kate Macauley                                   | také režisérka a producentka nominace – Mezinárodní filmový festival v Edinburghu – ocenění publika nominace – Mezinárodní filmový festival Film by the Sea – Ocenění za film a literaturu |

### Televize
| Rok       | Název                   | Role                                 | Poznámky                            |
| --------- | ----------------------- | ------------------------------------ | ----------------------------------- |
| 1982      | As the World Turns      | Betsy Stewart Montgomery Andropoulos |                                     |
| 1982      | ABC Afterschool Special | Denise                               | díl: Amy and the Angel              |
| 1982      | One of the Boys         | Jane                                 | 13 dílů                             |
| 1984–85   | Charles in Charge       | Megan Harper                         | 2 díly                              |
| 1985      | Divočina                | Cally Oaks                           | 6 dílů                              |
| 1990–91   | Captain Planet          | Dr. Blight (hlas)                    |                                     |
| 1997      | Northern Lights         |                                      | TV film, výkonná producentka        |
| 2003      | Tinseltown TV           | Samu sebe                            | díl odvysílaný dne 6. prosince 2003 |
| 2007      | Simpsonovi              | Dr. Swanson (hlas)                   | díl: Zpívá celá spodina             |
| 2008      | Pangea Day              | Samu sebe                            | TV film                             |
| 2009      | Larry, kroť se          | Samu sebe                            | díl: The Reunion                    |
| 2011–2013 | Terapie online          | Karen Sharpe                         | 5 dílů                              |